# Zastava Kamioni

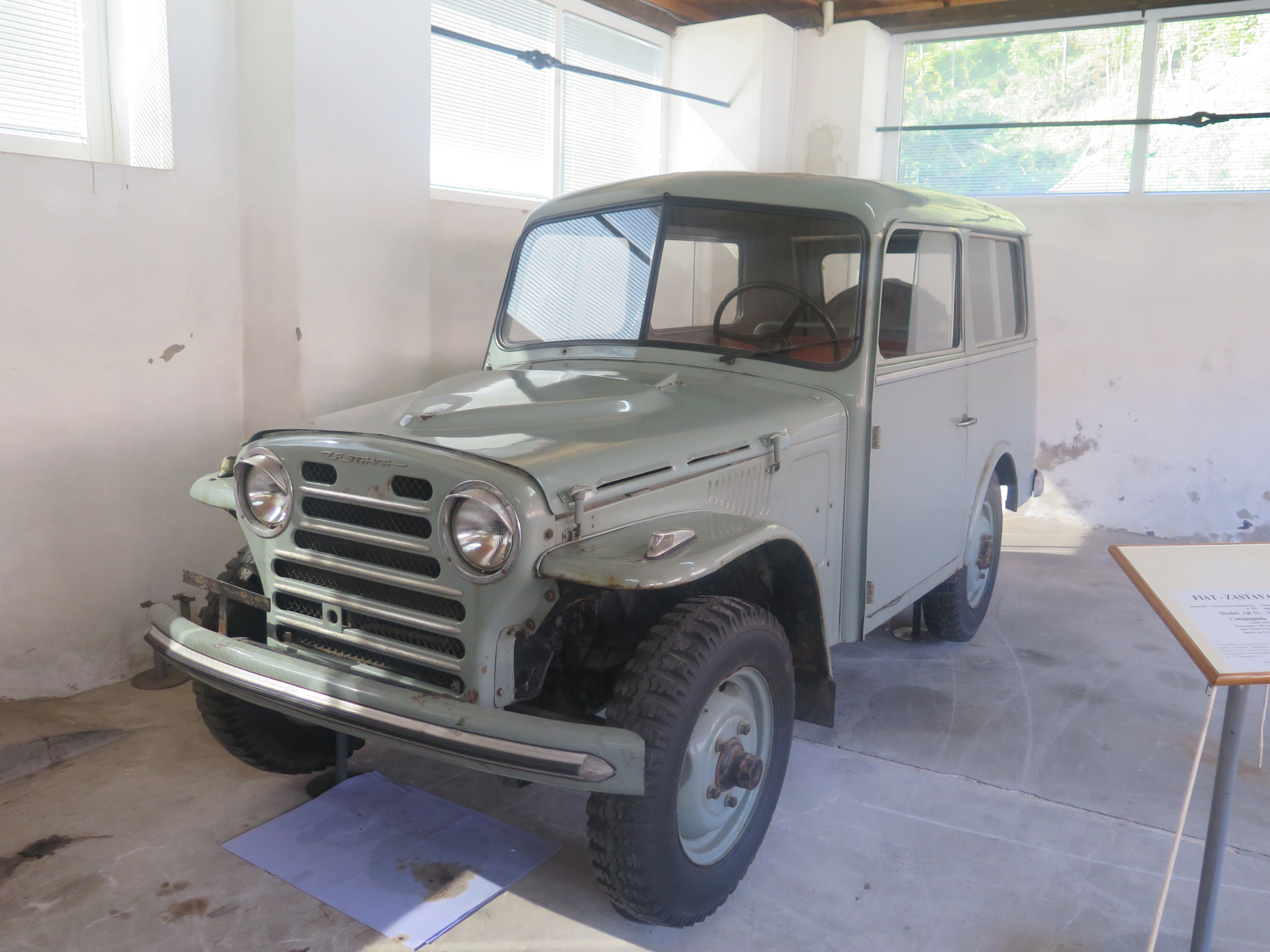
Zastava AR-51/55

Zastava Kamioni selon l'appellation officielle serbe, est un constructeur serbe de camions légers, installé sur le site industriel de Kragujevac. La société fait partie du groupe Zastava et détenue à 46 % par le constructeur italien IVECO, filiale du groupe Fiat S.p.A..

## Histoire
La fabrication de camions a débuté dans les usines Zastava avant la Seconde Guerre mondiale avec l'assemblage sous licence de camions Chevrolet dont à peine 400 exemplaires ont été fabriqués et destinés à l'armée yougoslave du Maréchal Tito. En 1953, 162 Jeep Willys ont aussi été fabriquées sous licence Chrysler.
Mais c'est à partir des accords de coopération avec le constructeur italien Fiat S.p.A. du 12 août 1954 que Zastava lancera une fabrication régulière d'automobiles, véhicules utilitaires et camions. À partir de 1955, Zastava va assembler et fabriquer sous licence les Fiat Campagnola AR-51 et Fiat 1100 TF.

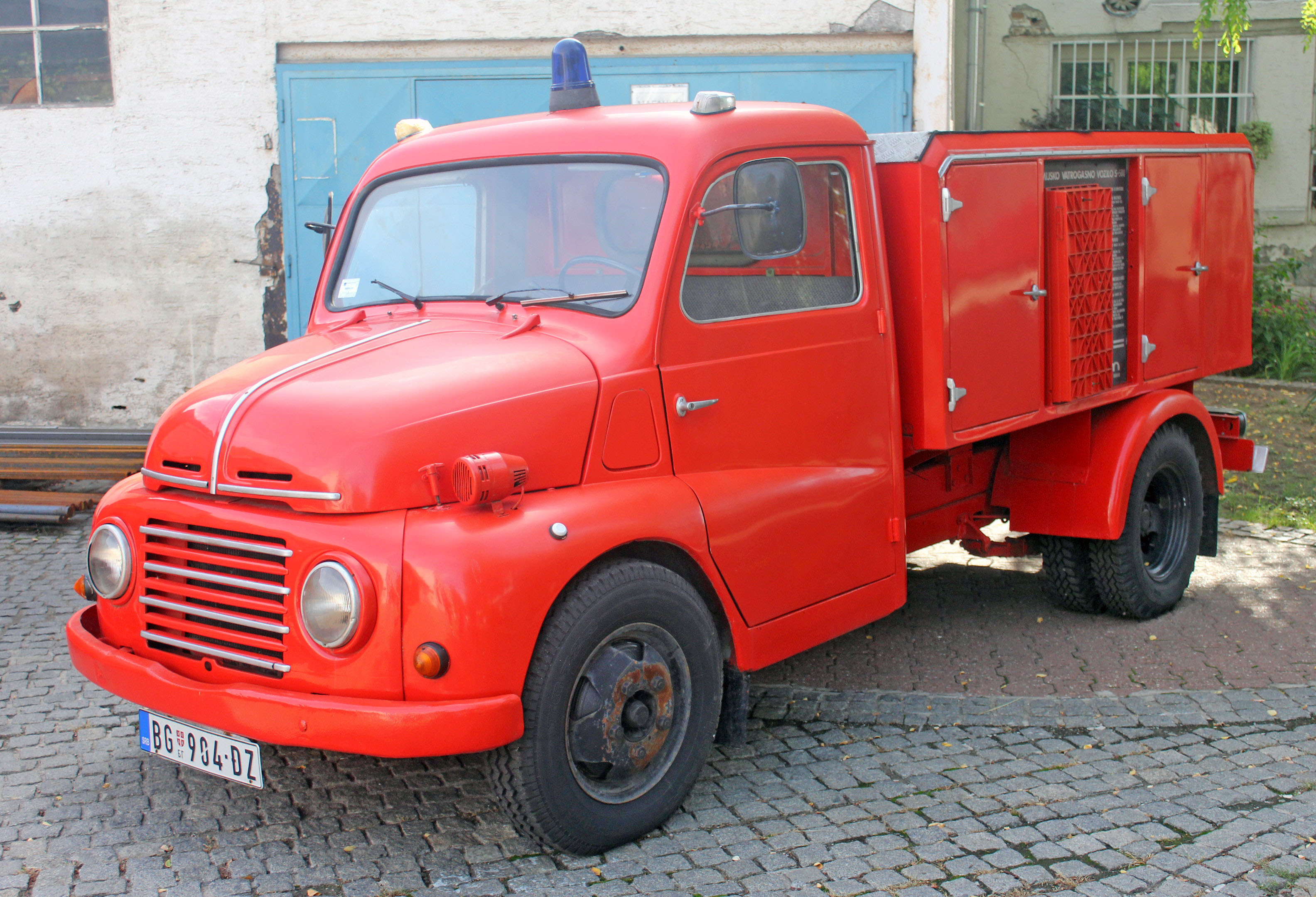
Zastava 620B

En 1956, les petits camions Zastava 615 et 620 copies conformes des originaux italiens Fiat V.I. 615 & 620 seront fabriqués. Ces séries ont connu un grand succès, en Yougoslavie comme d'ailleurs partout en Europe à cette période, en raison des besoins liés à la reconstruction des réseaux commerciaux détruits par la guerre.
C'est en 1969 que Zastava se décide à donner plus d'autonomie à sa division camions et crée une société indépendante pour ce secteur d'activité. La société Zastava Kamioni est créée le 18 juin 1969 avec l'appui du groupe Fiat. Cela va permettre de spécialiser réellement ce secteur et non plus de le considérer comme une annexe de la division automobile.
Zastava Kamioni bâtit ainsi un programme de coopération à long terme avec le groupe Fiat V.I. ayant pour but : 
- 1- d'assurer le développement de la coopération avec la société italienne OM de Brescia, filiale de Fiat V.I.,
- 2- pouvoir assurer la fabrication de certains composants destinés à l'ensemble du groupe Fiat, et pas seulement aux fabrications locales,
- 3- créer des conditions pour la fabrication de véhicules modernes, sans décalage avec le standard mondial et envisager l'exportation de ces productions dans le réseau mondial du constructeur italien.

C'est sur ces bases que de nouveaux contrats avec le groupe Fiat sont signés, qu'une participation minoritaire au capital de Zastava est souscrite par Fiat et la production de véhicules légers a débuté dans une toute nouvelle usine III, à Sombor. En plus de la production de cette gamme de véhicules, la production d'essieux, d'armatures de châssis et autres composants pour les usines Zastava Auto de Kragujevac mais aussi pour l'usine OM de Brescia, en Italie.
Grâce à ce contrat de coopération à long terme, à partir du 5 août 1978, la nouvelle gamme de véhicules utilitaires, OM 40/35, rebaptisée localement « MALI OM » a été lancée en fabrication par Zastava Kamioni.
En 1975, Fiat V.I. devient IVECO, la fabrication de ce modèle d'entrée de gamme sera uniquement assurée par « Zastava-Privredna Vozila » (ZPV) et destinée à l'ensemble du réseau mondial d'IVECO.

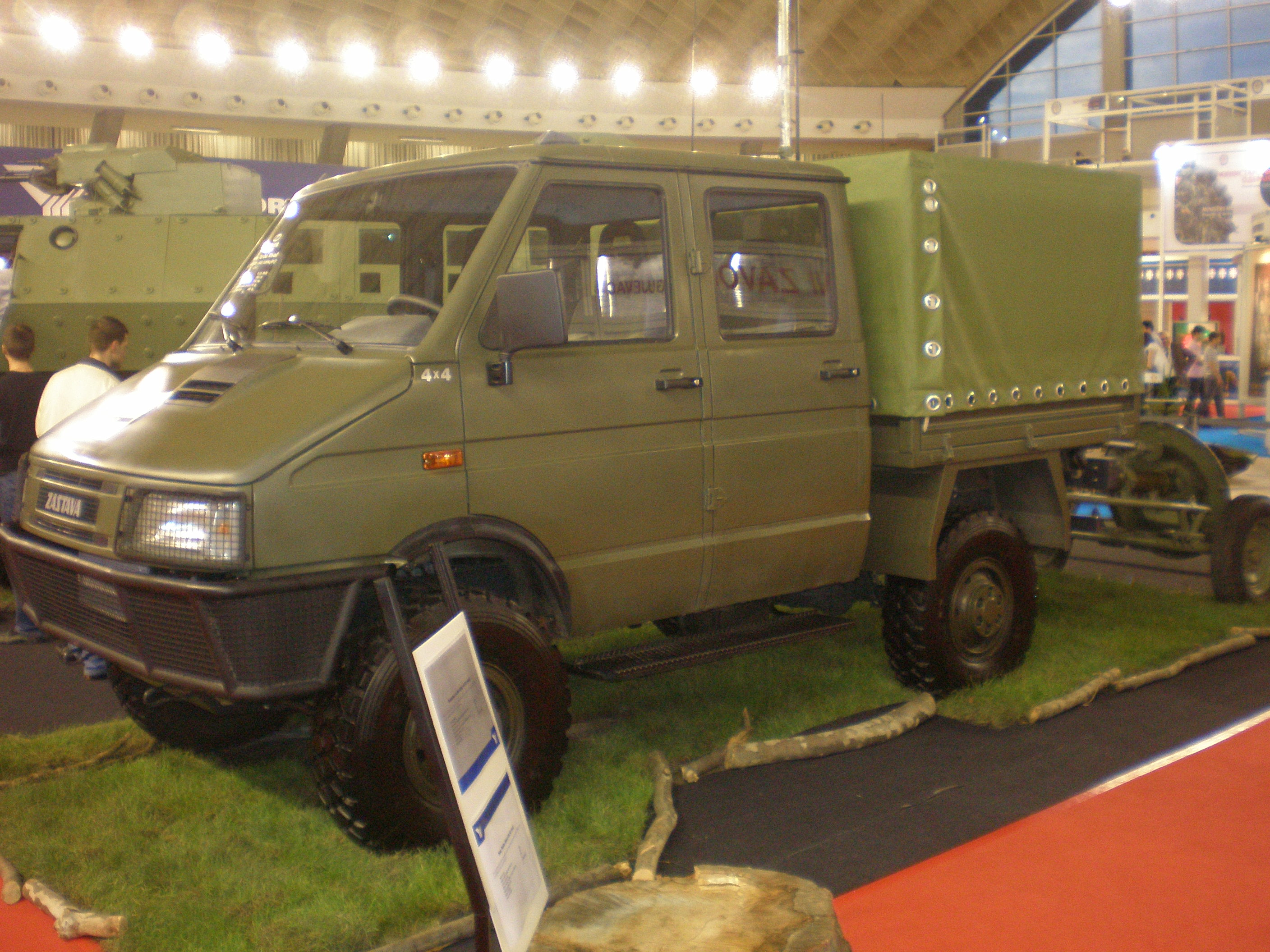
Zastava New Turbo Rival Militaire - IVECO TurboDaily

Avec le transfert de technologie et les contrats de coopération industrielle avec IVECO, de 1985 et 1988, la gamme de véhicules utilitaires a été notablement augmentée : 
- Gamme IVECO Daily « S », avec les modèles 30.8 ; 35.8 ; et 40.8
- Gamma IVECO Zeta « Z » avec les modèles 50.9 ; 65.9 ; 65.12 ; 79.12 ; 79.14 et 109.14.

Le 1er janvier 1991, la participation de IVECO dans Zastava Kamioni a été portée à 46 %.
En septembre 2008, après avoir racheté la société Zastava Automobili, Fiat Group a signé un protocole d'accord avec le gouvernement de Serbie pour le rachat de Zastava Kamioni par IVECO afin d'y assembler des camions de sa gamme poids lourds et des autobus pour les marchés des Balkans.
Le 18 mai 2017, le Tribunal de commerce de Kragujevac a décidé de déclarer la faillite du groupe "Zastava vozila", la société holding mère qui comprenait également les filiales "Zastava Kamioni" détenue à 54 % (46 % à IVECO) et "Zastava INPRO", groupe industriel comprenant la construction de remorques légères (activité vendue à Trigano en 2016), la fabrication de pièces métalliques et de textiles. En août 2017, le gouvernement serbe a créé la société nationalisée Zastava Tervo pour la poursuite de la fabrication des véhicules militaires de l'ex Zastava Kamioni.

## La production

### Utilitaires par Zastava Specijalni Automobili
Les véhicules utilitaires (commerciaux) ont été fabriqués par la division Zastava Specijalni Automobili (Zastava Commercial Vehicles) dans l'usine de Sombor jusqu'en 2010.
- Zastava 1100 T : fourgonnette lancée en 1959, identique à l'original italien Fiat 1100 T, devenue 1300T puis 1500T, restée en fabrication jusqu'en 1981 et aussi commercialisée sous le nom de Zastava 412.
- Zastava 430 / 435 : fourgonnettes identiques à la Fiat 600T, construites par Zastava de 1970 à 1980.
- Zastava 850 AK / 900 T : fourgonnettes identiques aux Fiat 850T & 900T, remplaçantes de la série 430/435, produites de 1980 à 1990. De 1970 à 1990, 57 000 exemplaires de ces fourgonnettes ont été produits.
- Zastava 128 Poly: présentation du prototype de la variante pick-up de la Zastava 128 au Salon de Belgrade en fin d'année 1982. La production en série a commencé en 1983 et comporte 2 versions : pick-up et fourgonnette avec toit en fibre de verre baptisée "Poly". Le véhicule dispose d'une charge utile de 630 à 690 kg selon la version. Plusieurs aménagements sont proposés : fourgonnette boulangerie, ambulance, caisson réfrigéré, etc. Ils ont été produits jusqu'en 2010.
- Zastava Florida Poly: présentation du prototype de la variante pick-up de la Zastava Florida en 1995. La production en série a commencé en fin d'année 1998 et comporte 2 versions : pick-up et fourgonnette avec toit en fibre de verre baptisée "Poly". Le véhicule dispose d'une charge utile de 630 à 690 kg selon la version. Plusieurs aménagements sont proposés : fourgonnette boulangerie, ambulance, caisson réfrigéré, etc. Ils ont été produits jusqu'en 2010.
- Zastava Žezelj 1.3i : modèle très rare conçu à la fin des années 90 et fabriqué à partir de 1999 pour le transport rapide de marchandises dans les zones balnéaires. Il est construit à partir du châssis de la gamme OM Mali (OM série X) avec une carrosserie en fibre de verre. Très léger, il peut atteindre plus de 180 km/h. L'aménagement intérieur est issu de la berline Zastava 101 Skala 2e série. Il dispose du moteur Fiat 1.3 EFI de 68 ch et de nombreux composants mécaniques provenant de la Florida.

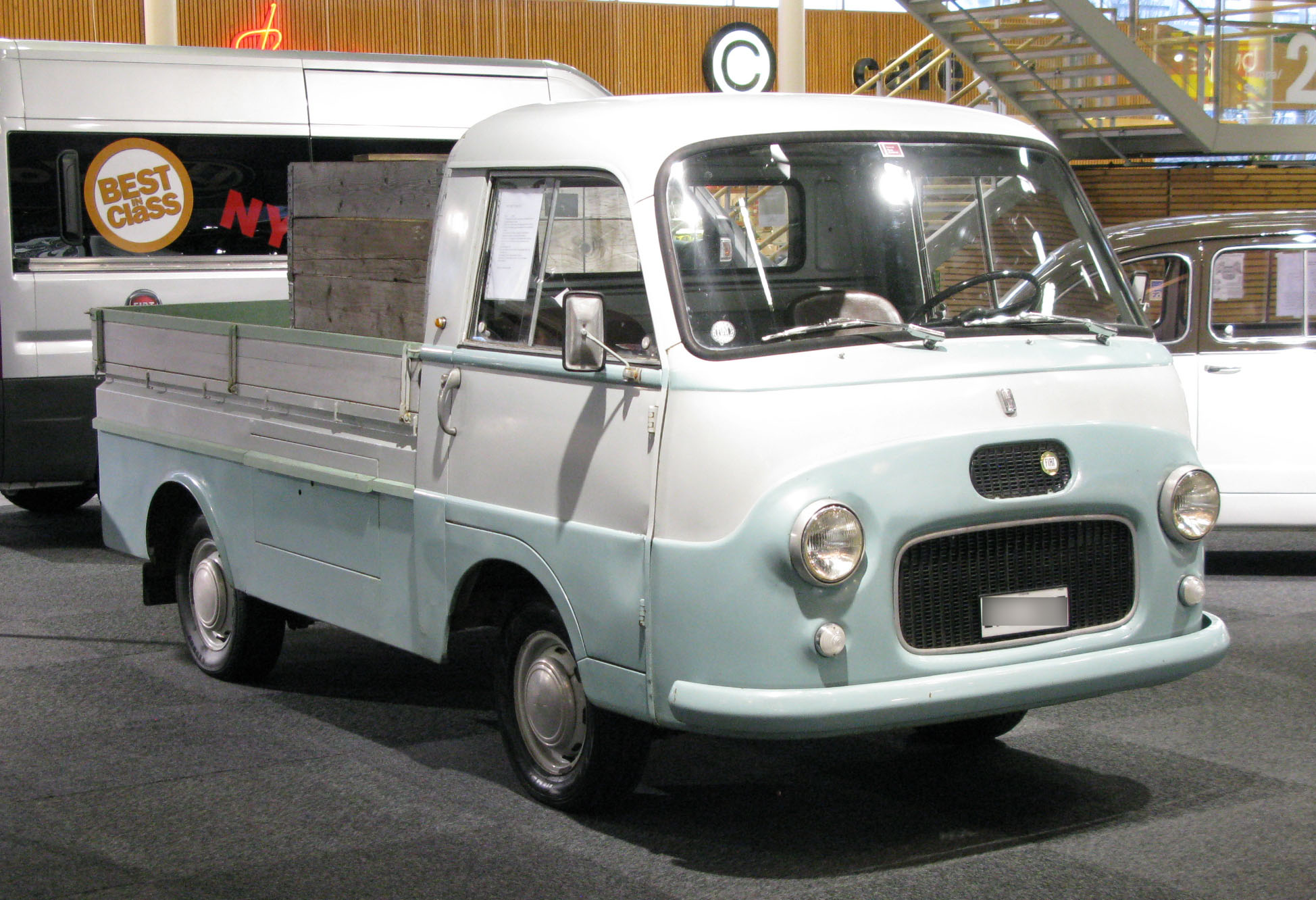
Zastava 1100/1300/1500 T
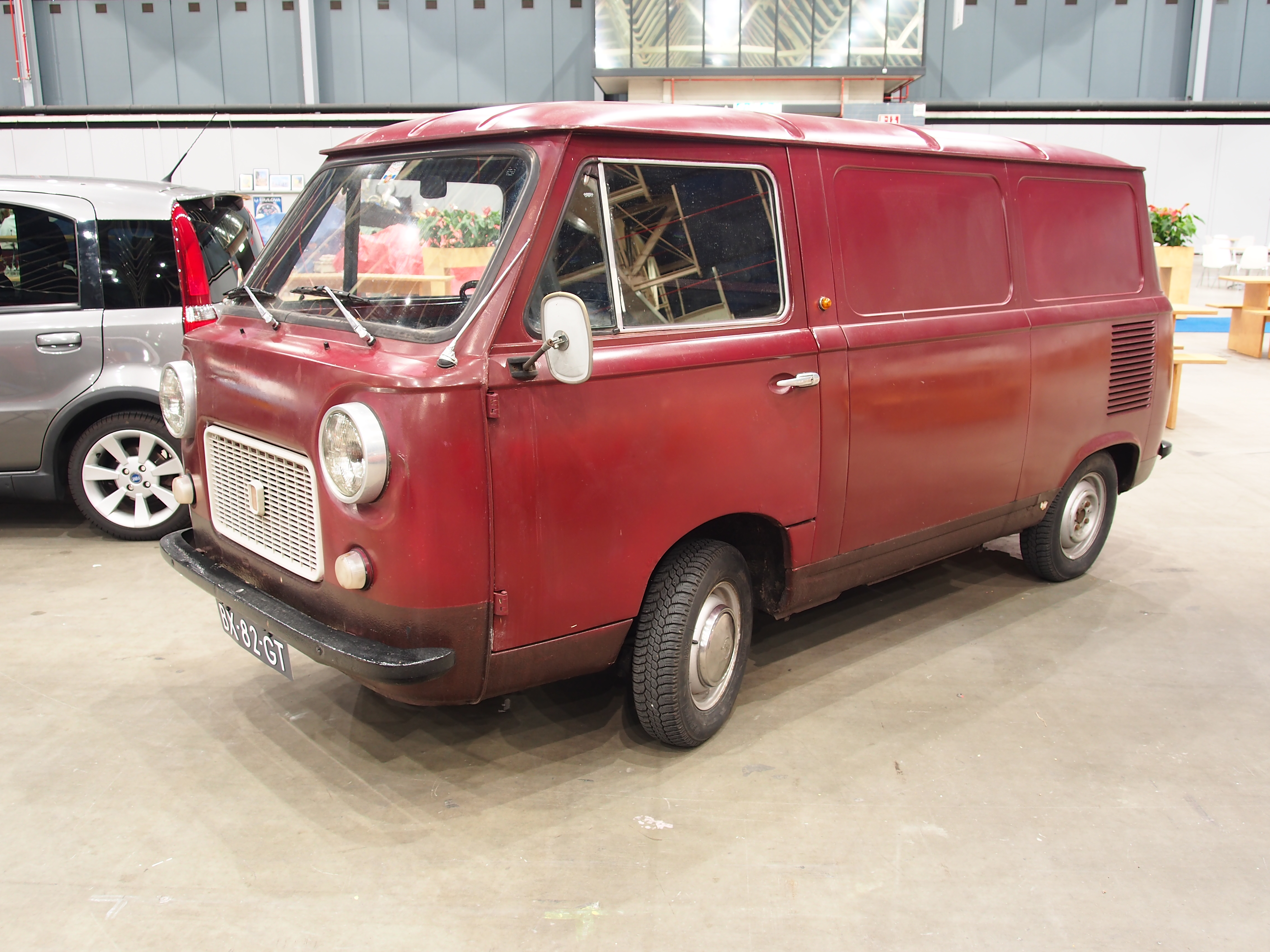
Zastava 430/435 T
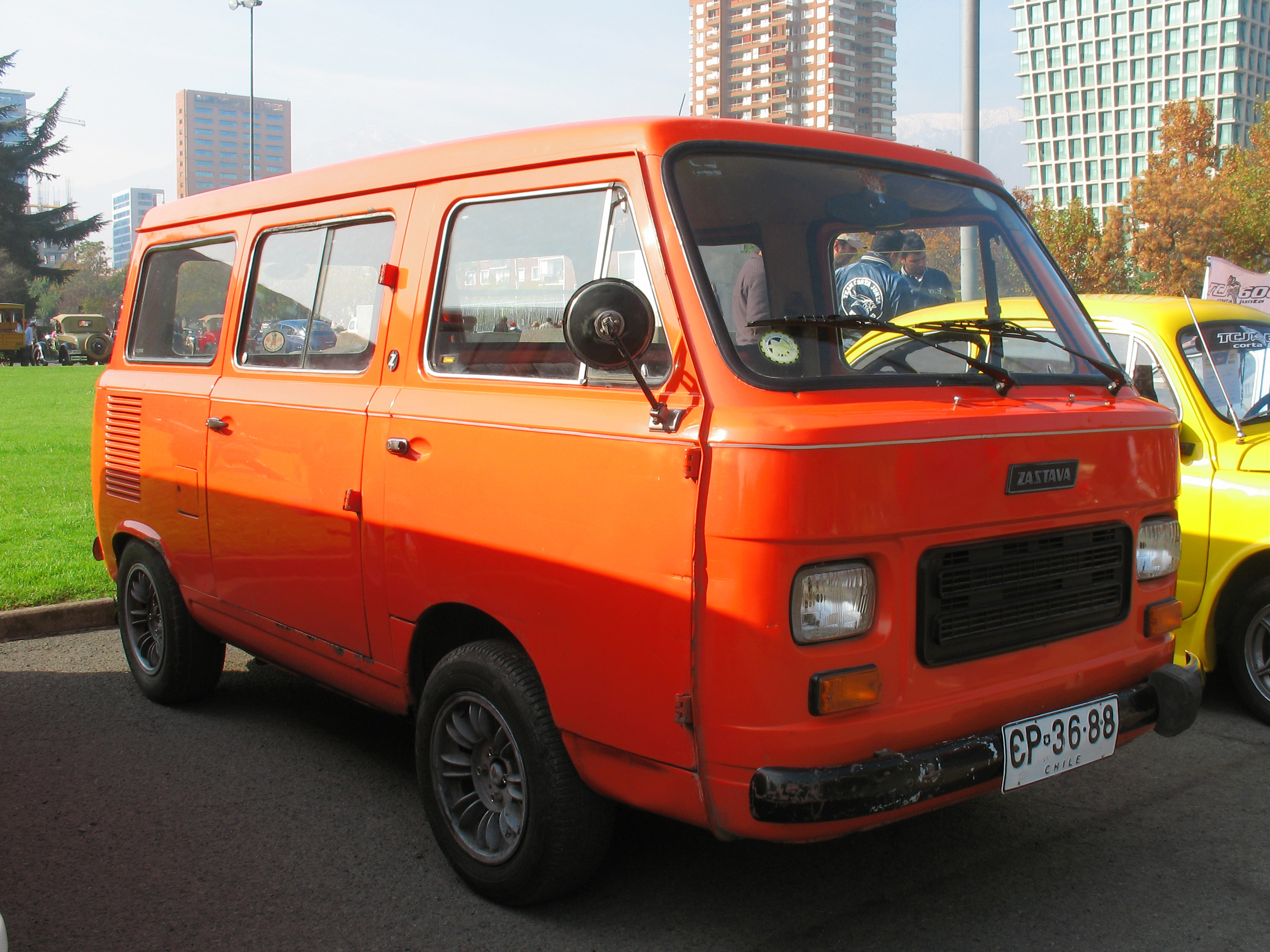
Zastava 850/900 T
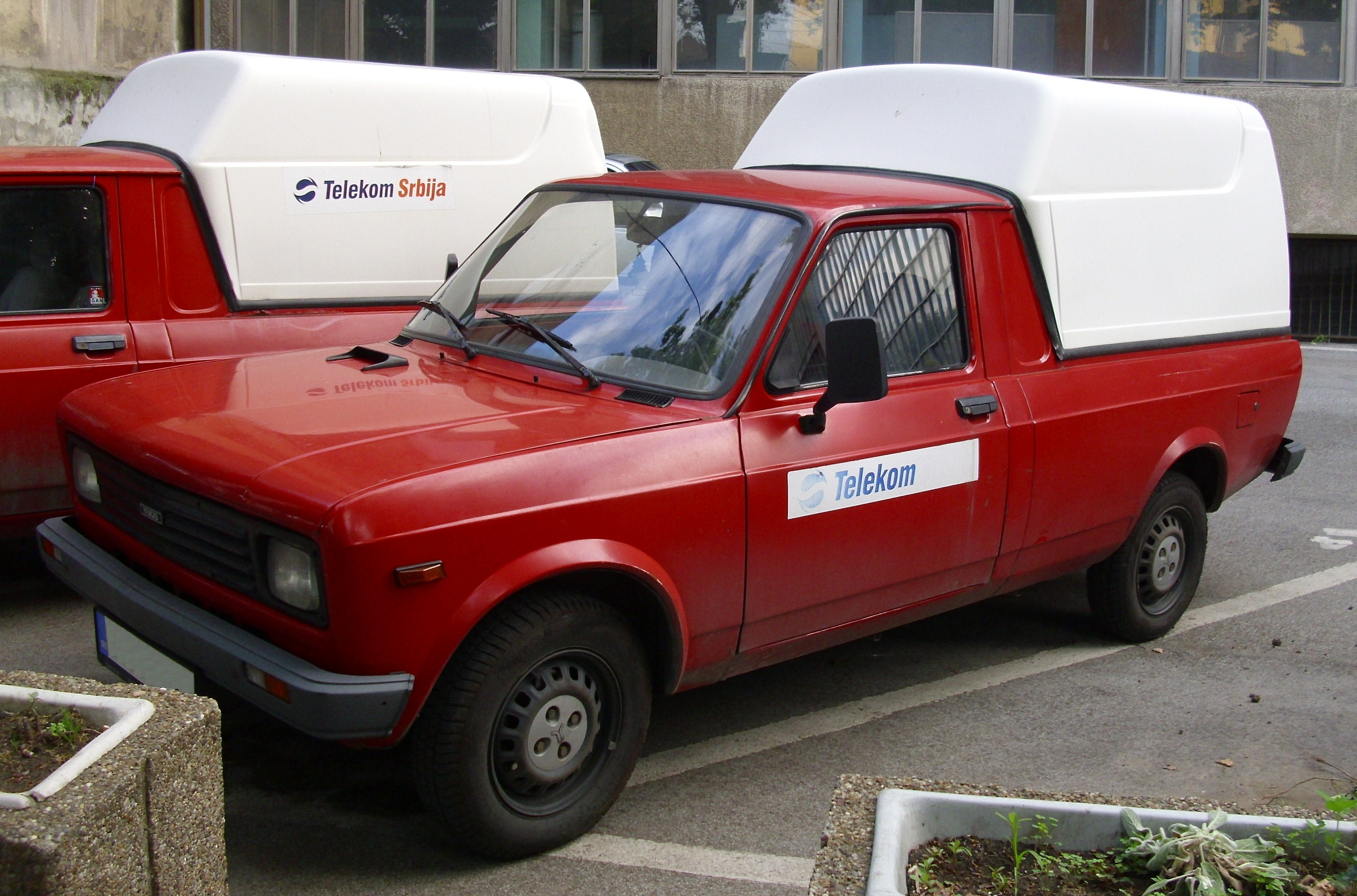
Zastava 128 Skala Poly
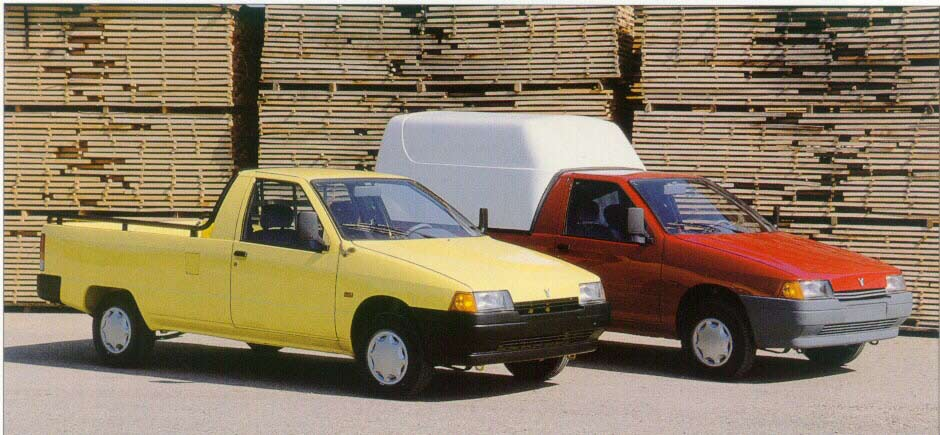
Zastava Florida pick-up & Poly

### Les camions Zastava
- Zastava 615/620 : version locale du Fiat 615 présenté en Italie en 1952. Premier camion sous licence Fiat fabriqué par Zastava. Ce petit camion de 3 & 4 tonnes a connu très rapidement un grand succès commercial. Il a été fabriqué localement à la suite d'un accord de collaboration avec Fiat V.I. intervenu en 1957 : plus de 36 000 Zastava 615/616 ont été produits entre 1957 et 1981.
- Zastava 616-D : version locale du Fiat 616 présenté en Italie en 1965, produit à partir de 1965 jusqu'en 1981, évolution du 615/620 équipé d'un moteur diesel plus puissant.
- Zastava 615-N/635: pour remplacer le Zastava 615, en 1969, la division Zastava Kamioni devient une société indépendante dont Fiat V.I. détient 35% du capital. Lancement de la fabrication de modèles dérivés des OM surnommés Zastava OM Mali. Il y avait différentes versions de ce camion, les 615, 621, 630, 30.8 & 50.
- Zastava 640, équivalent local des Fiat-OM série « X ». Le 5 août 1978, Zastava obtient la licence pour construire le nouveau petit camion italien Fiat OM 40. La production commence en 1978 après que l'outillage complet ait été transféré d'Italie à Kragujevac et a pris fin en 1989.
- Zastava 645: version locale des Fiat-OM série « Z » "Zeta".
- Zastava Rival : Fiat V.I. accorde la licence de fabrication de son succès mondial le Fiat Daily, avec une contrepartie: IVECO, filiale de Fiat, monte à 42 % du capital du constructeur Zastava Kamioni, et investit les capitaux nécessaires pour moderniser l'usine et y construire d'autres modèles de moyen tonnage de sa gamme italienne. Zastava a commencé la production de Rival en 1987. Il y avait 3 versions disponibles : 30,8 (3 tonnes de PTAC), 35,8 (3,5 tonnes) et 40,8 (4 tonnes), toutes équipées du moteur diesel Fiat-Sofim de 2,4 litres développant 72 ch DIN. Il a été produit jusqu'en 2000.
- Zastava Turbo Rival : version équipée du moteur Fiat-Iveco turbocompressé de 2,5 litres de cylindrée,
- Zastava New Turbo Rival : équivalent de la seconde série du Daily italien doté d'une nouvelle cabine. Produit jusqu'en 2017.
- Zastava EuroZeta : version locale de l'IVECO TurboZeta dans la version 85.17. Fabriqué jusqu'en 2017.

La production de camions par Zastava Kamioni a pris fin en 2017.

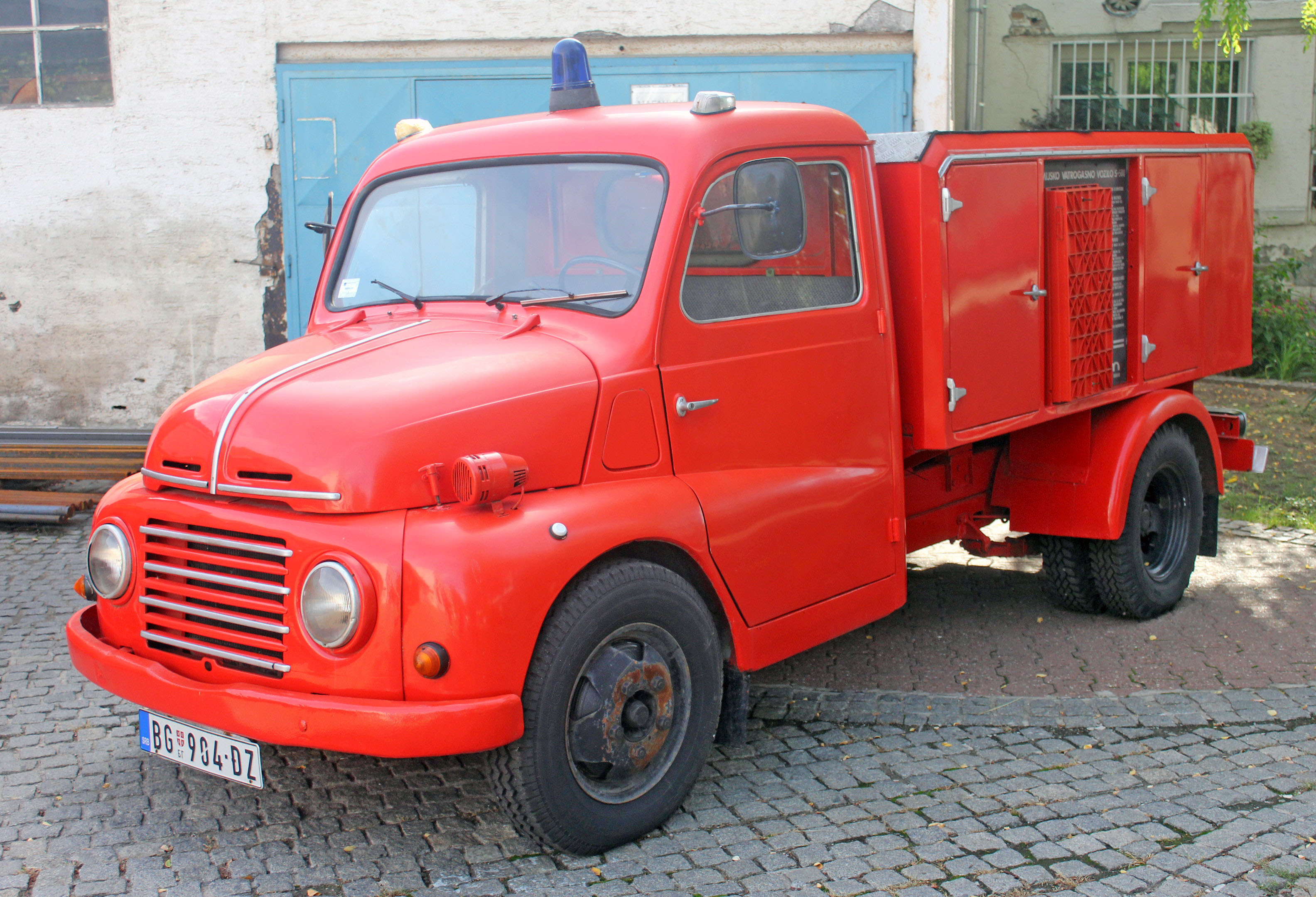
Zastava 615/616/620-B
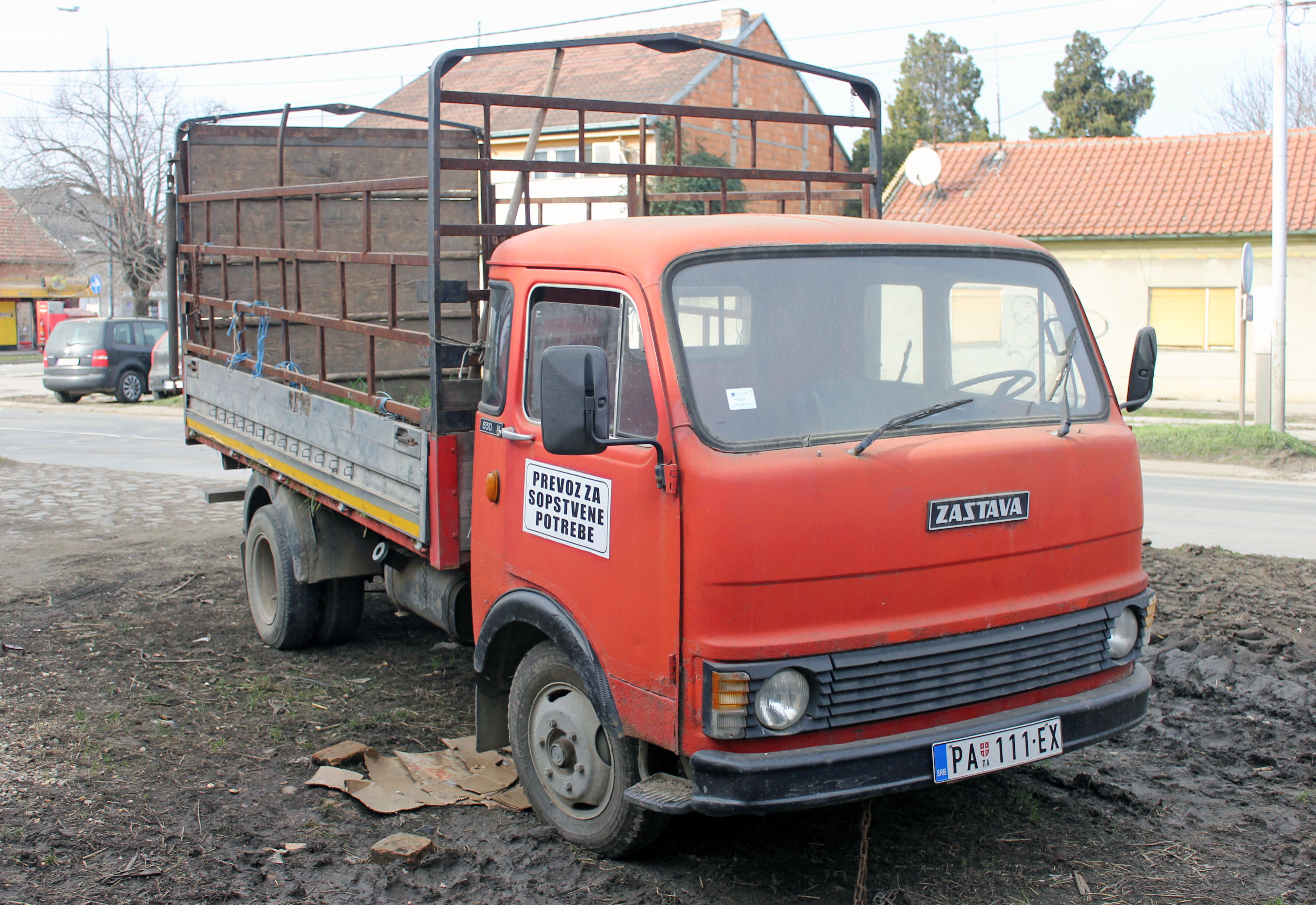
Zastava 630-N
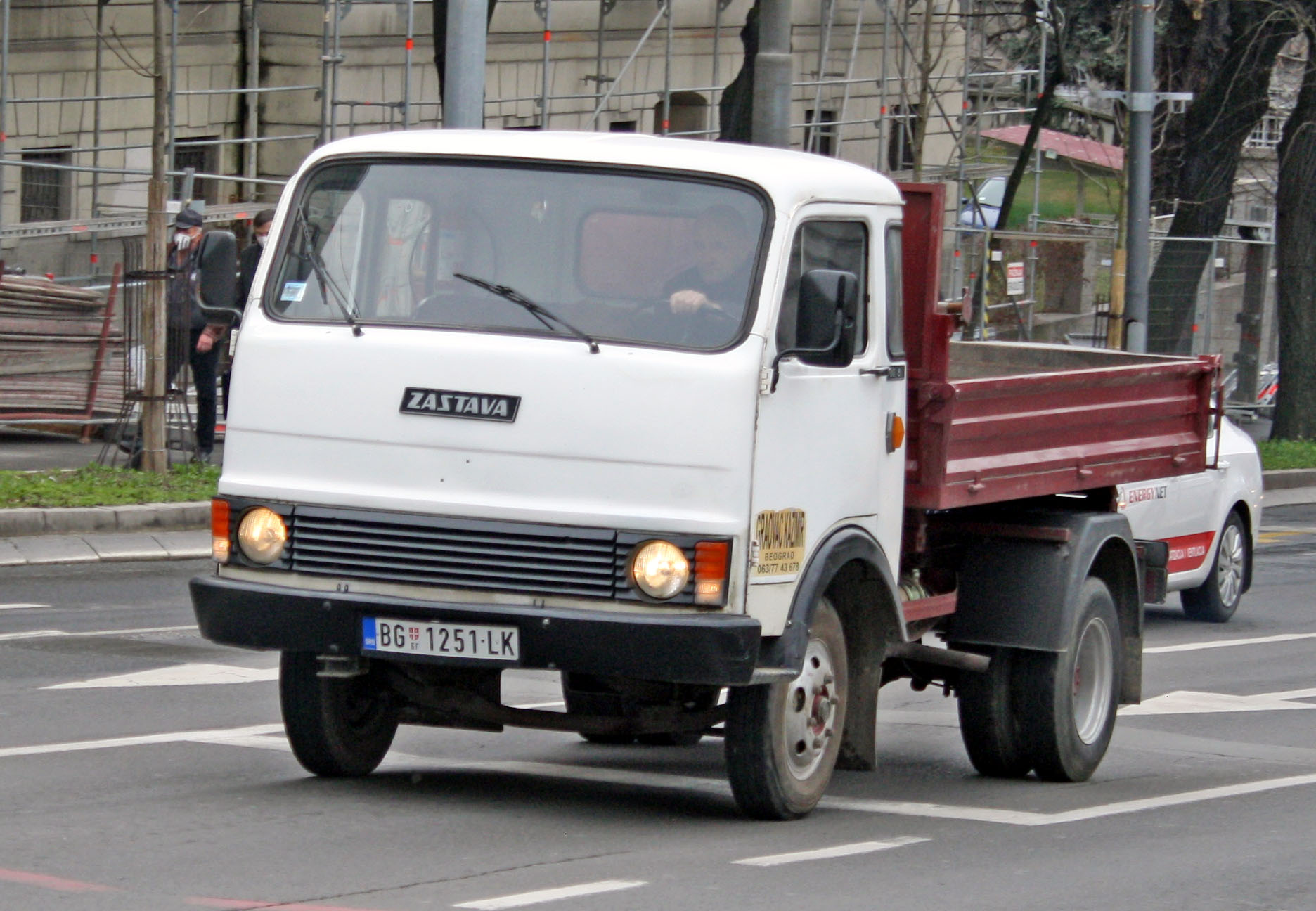
Zastava 635 "Mali OM"
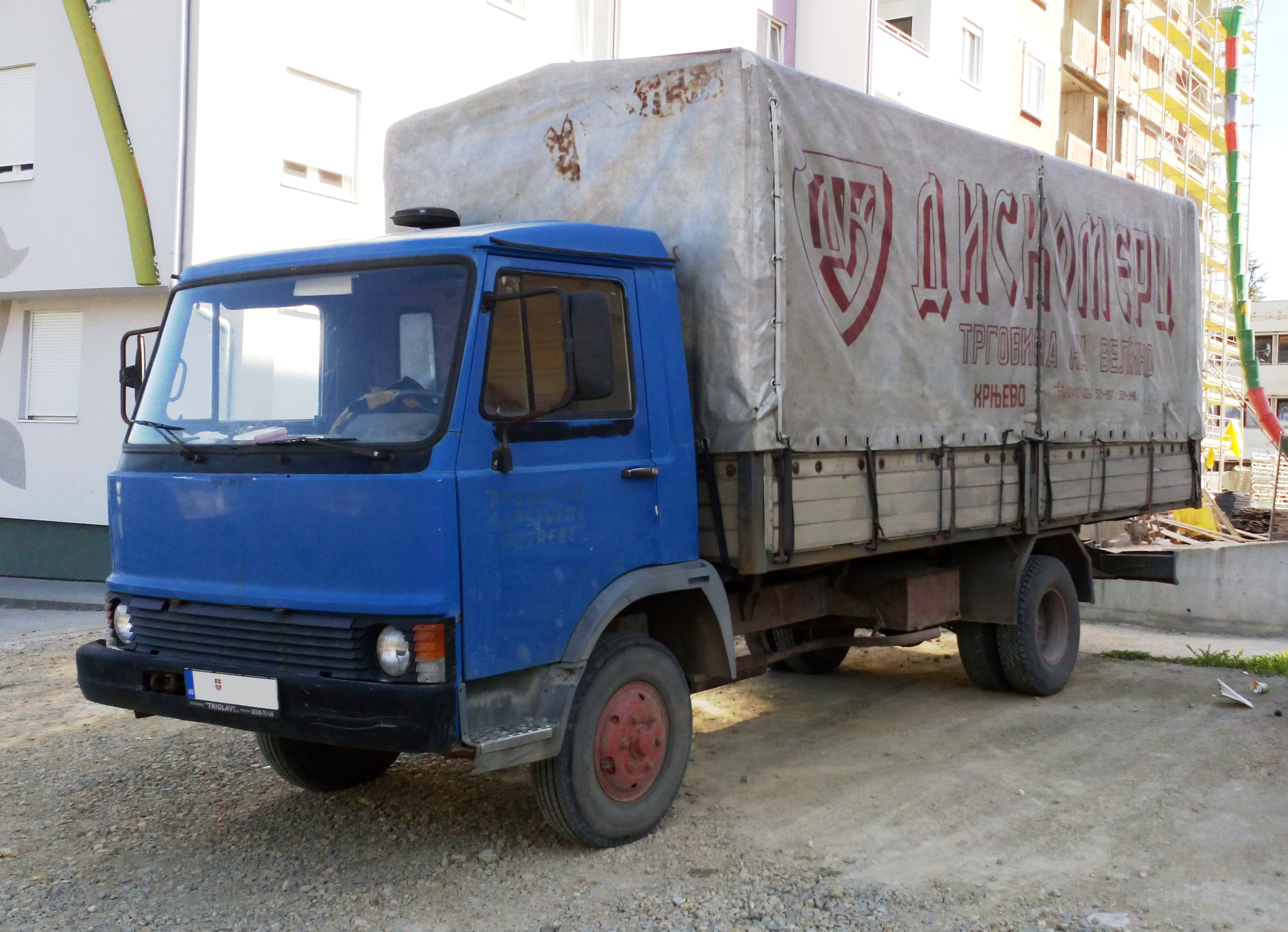
Zastava 645 "Zeta"
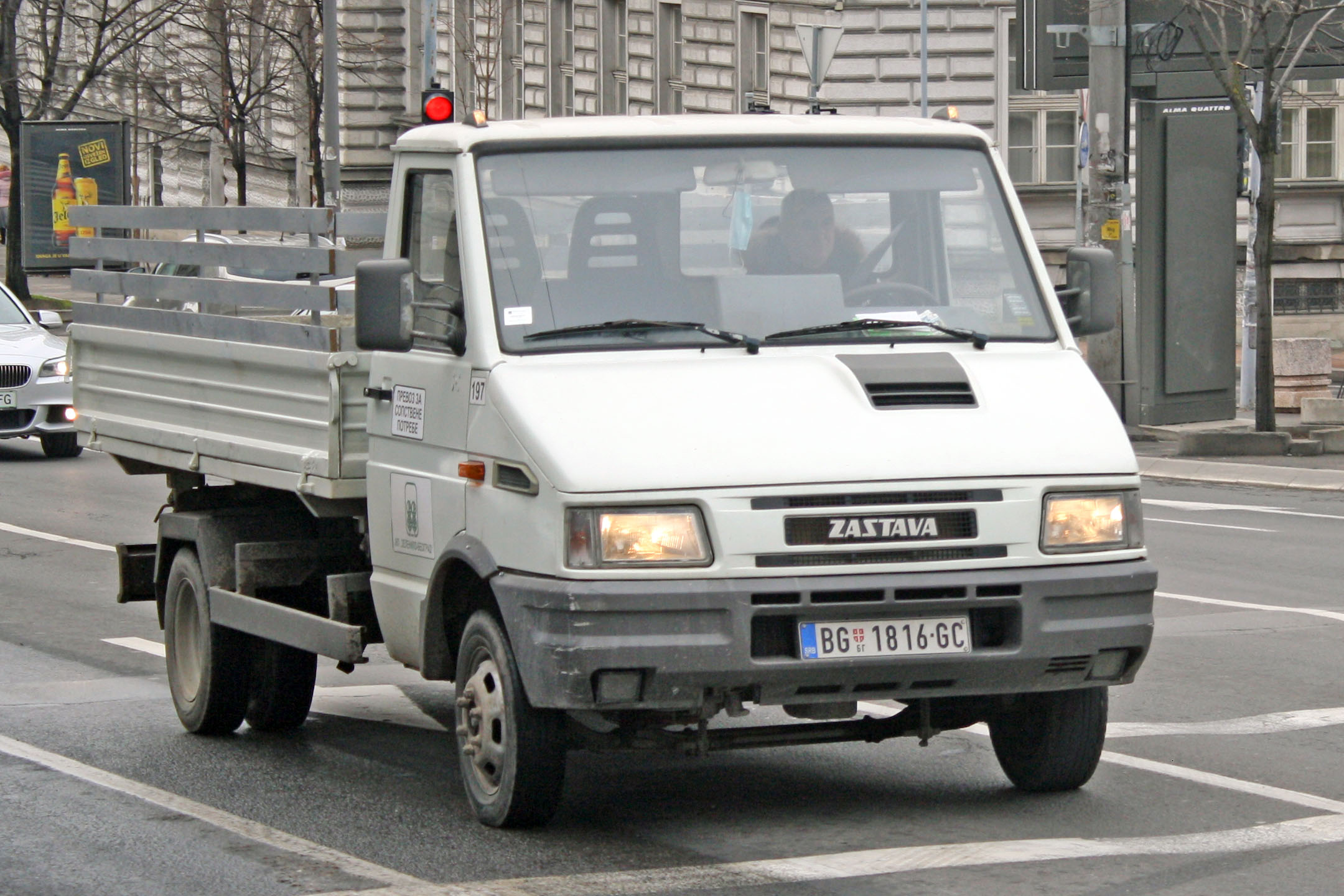
Zastava New Turbo Rival
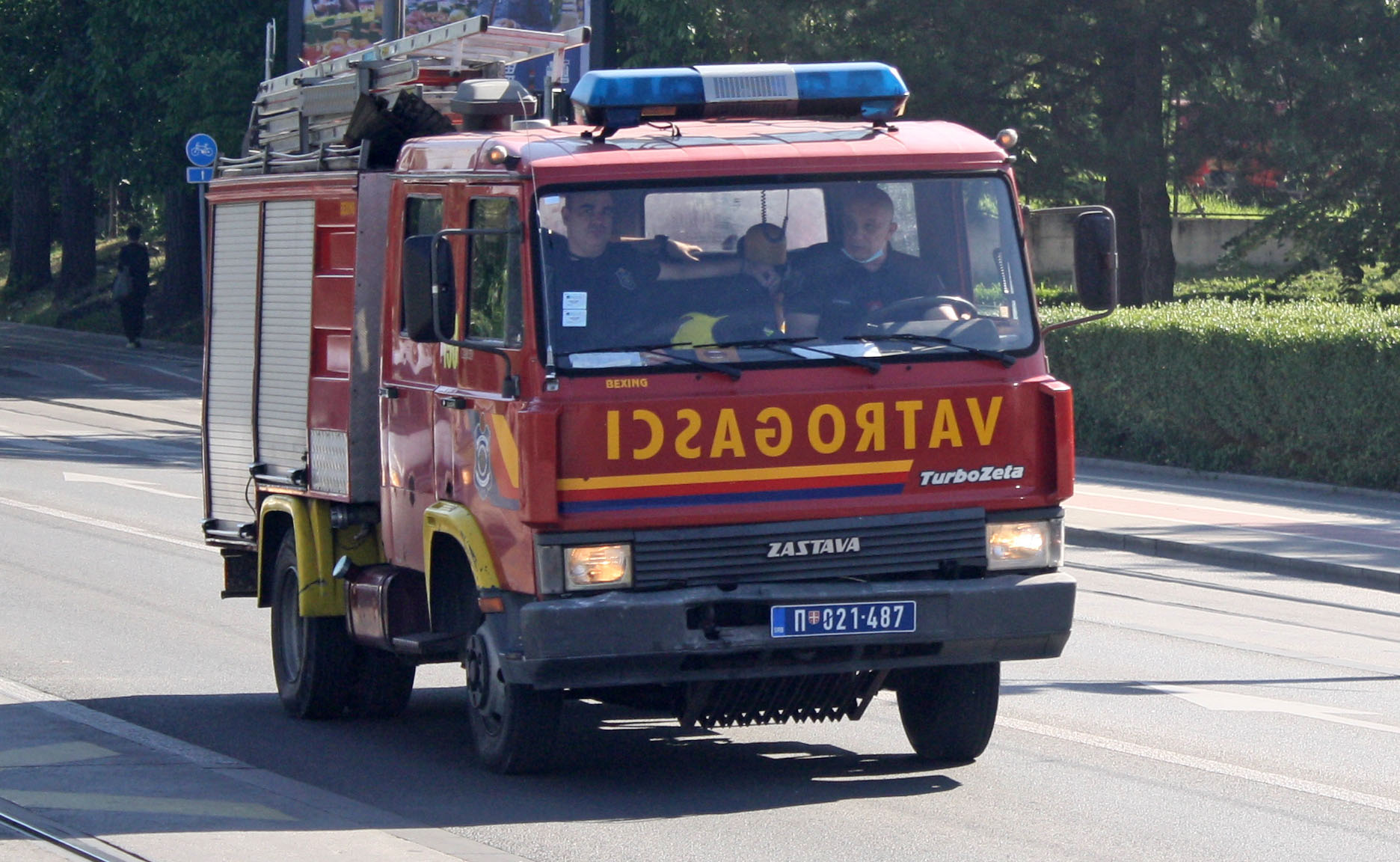
Zastava TurboZeta
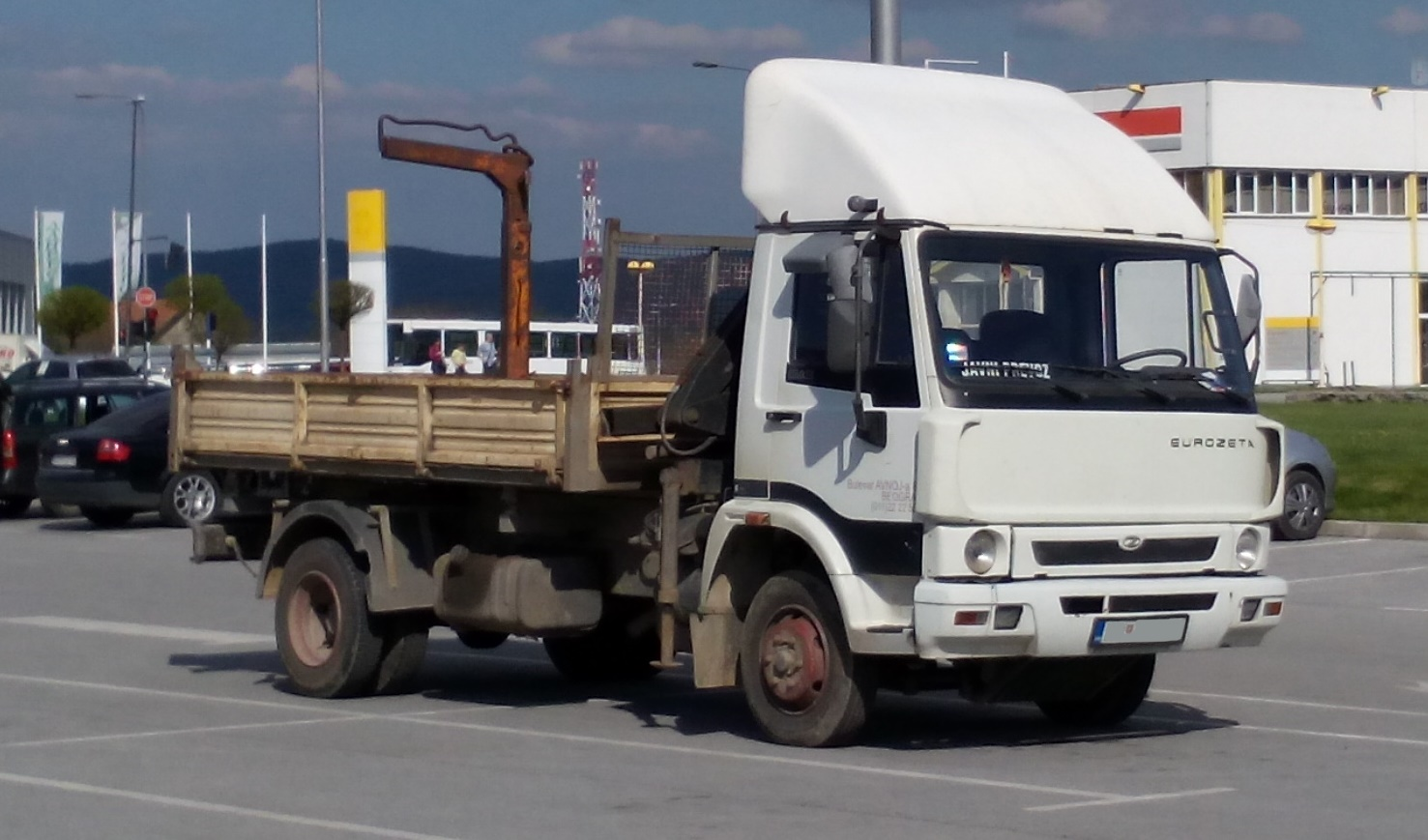
Zastava EuroZeta

### Les autobus Zastava
- Zastava 615-B : à partir de la structure du fourgon du petit camion fabriqué sous licence, Zastava a fabriqué une version minibus de 14 places pour le marché yougoslave, produite de 1964 à 1969.
- Zastava 620-B : version modernisée du minibus 615-B avec une carrosserie moderne, fabriqué de 1970 à 1979, surtout utilisé pour les transports aéroportuaires et par les hôtels.
- Zastava 1300 T : version minibus de la fourgonnette Zastava 1300 T.
- Zastava Neretva 16 - 18 - 23- 25 & 26P : gamme de mini et midibus comprenant des versions urbaines, interurbaines et tourisme et GT, fabriquée de 1976 à 1985, à 1 200 exemplaires (environ). La carrosserie du Zastava Neretva 18 reprend celle du Fiat 314.
- Zastava Sanos 7T : midibus reposant sur la même base que le Neretva 23, carrossé par Sanos Ltd, fabriqué de 1984 à 1992.
- Zastava 635 AD : midibus urbain avec une capacité de 50 places dont 19 assises, fabriqué de 1979 à 1985.
- Zastava Rival, minibus réalisé comme le minibus Fiat Daily, sur la base du Zastava Rival,
- Zastava Turbo Rival : minibus pour services urbains et GT[2].
- Zastava New Turbo Rival : mini et midibus pour services urbains, interurbains et GT, construit sur la base du Zastava New Turbo Rival (IVECO Daily 3

La production des autobus par Zastava Kamioni a pris fin en 2017.

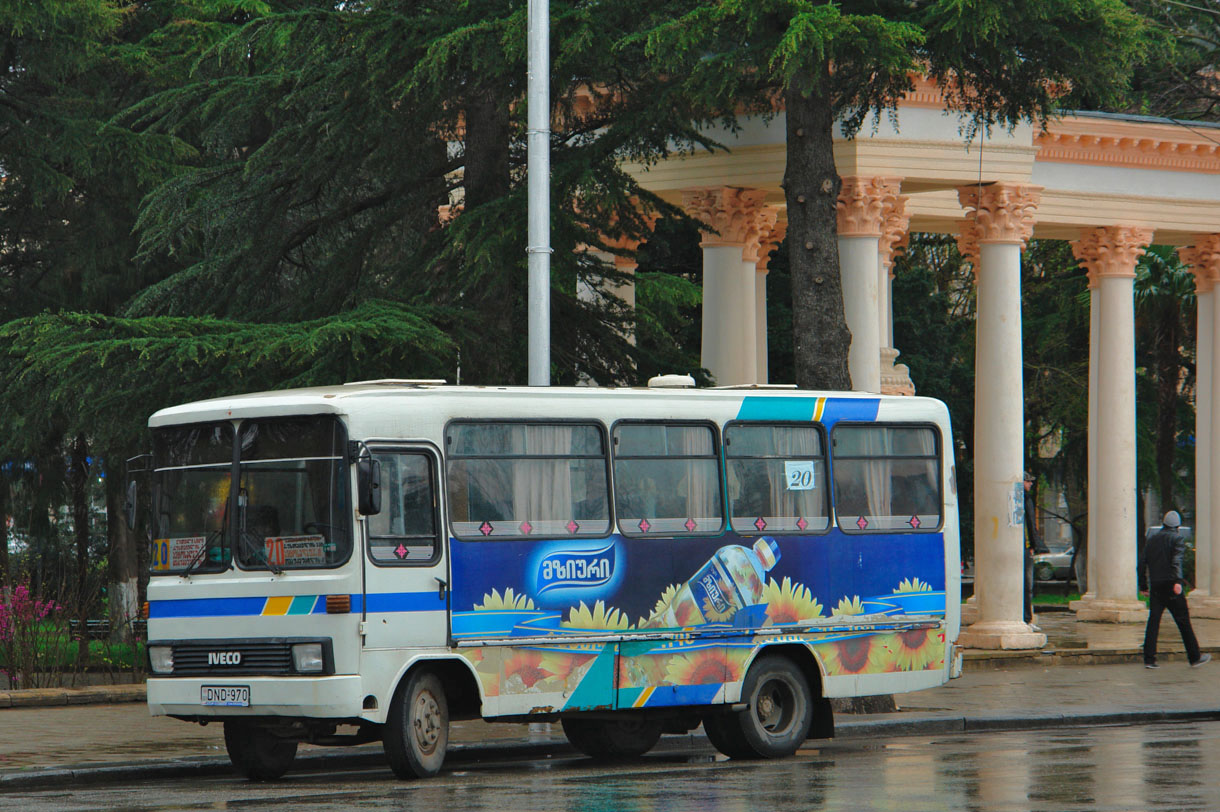
Zastava  exporté en Géorgie sous la marque IVECO
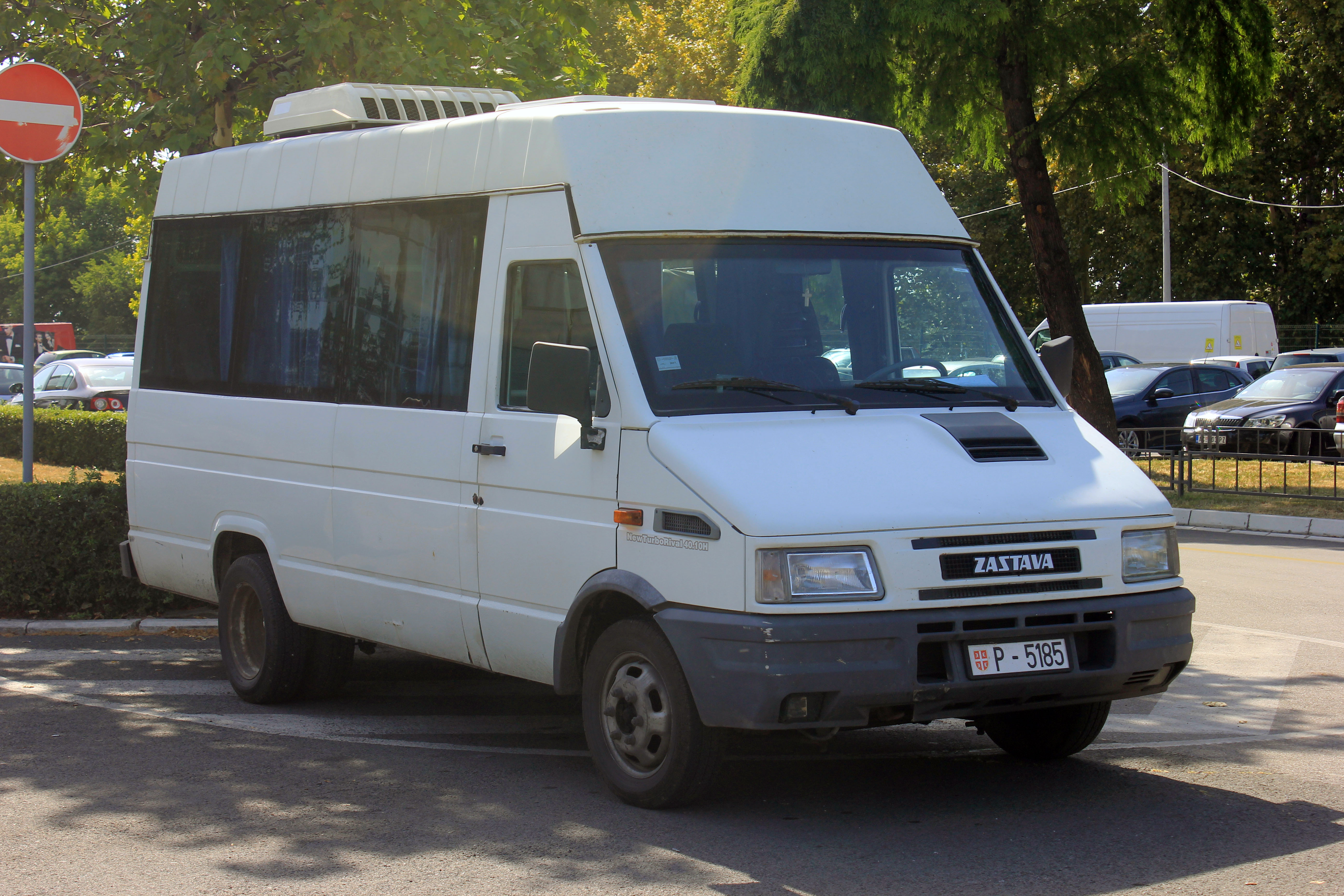
Zastava New Turbo Rival minibus

### Les véhicules militaires
- Zastava Campagnola AR-55
- Zastava 615
- Zastava Rival
- Zastava EuroZeta
- Zastava NTV

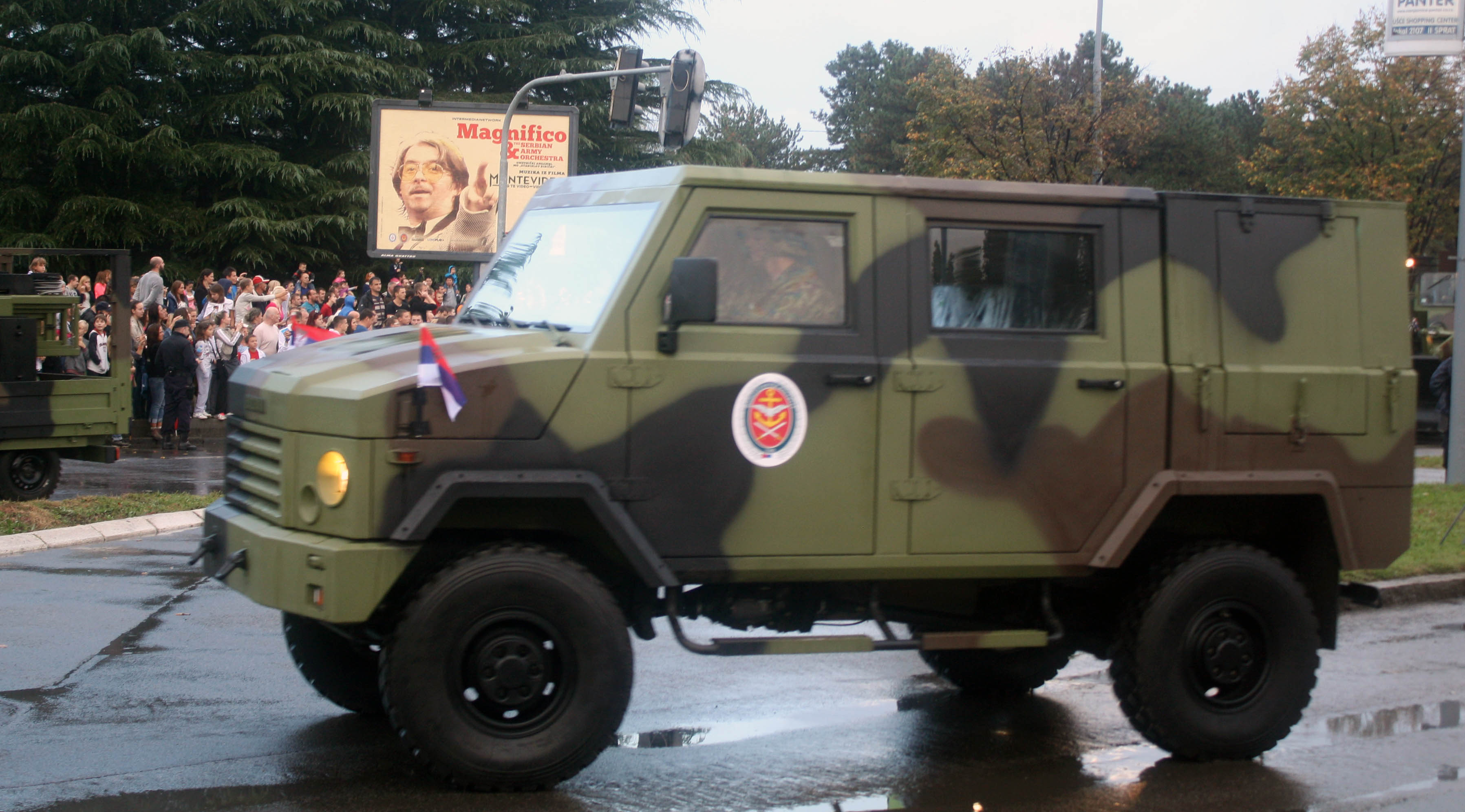
Zastava Tervo NTV

La production du Turbo Rival militaire a été transférée chez Zastava Tervo, une nouvelle société d'État.